# Голям Катлабух
Голям Катлабух е река разположена в Южна Украйна, извира близо до село Ново Троян, Болградски район, Одеска област. Дължината на реката е 48 км, а водосборния ѝ басейн 534 км2. Реката преминава през територията на Болградски и Измаилски район.